# Liste des conseillers régionaux du Val-de-Marne
Pour un article plus général, voir Conseil régional d'Île-de-France.

## Mandature

### 2021-2028
Le Val-de-Marne compte 22 conseillers régionaux sur les 209 élus qui composent l'assemblée du conseil régional d'Île-de-France issus des élections des 20 et 27 juin 2021.
| Identité | Identité                 | Parti         | Groupe | Autres mandat ou fonction                                                    |
| -------- | ------------------------ | ------------- | ------ | ---------------------------------------------------------------------------- |
|          | Marie-Carole Ciuntu      | LR-SL         |        | Maire de Sucy-en-Brie                                                        |
|          | Vincent Jeanbrun         | LR-SL         |        | Maire d'Haÿ-les-Roses                                                        |
|          | Charlotte Libert-Albanel | UDI           |        | Maire de Vincennes                                                           |
|          | Olivier Dosne            | LR            |        | Maire de Joinville-le-Pont                                                   |
|          | Yasmine Camara           | LR-SL         |        | Maire-adjointe de Saint-Maur-des-Fossés                                      |
|          | Laurent Jeanne           | LR-SL         |        | Maire de Champigny-sur-Marne                                                 |
|          | Christel Royer           | LR            |        | Maire de Perreux-sur-Marne                                                   |
|          | Romain Maria             | LR            |        | Adjoint au maire de Maisons-Alfort                                           |
|          | Marie-Eve Perru          | MEI           |        |                                                                              |
|          | Vincent Bedu             | UDI           |        | Maire de Santeny                                                             |
|          | Élise Gonzales           | LR            |        | Adjointe au maire de Villeneuve-le-Roi                                       |
|          | Thierry Hebbrecht        | LR-SL         |        | Conseiller municipal de Créteil                                              |
|          | Jessie Claude            | LC            |        | Conseillère municipale de Fresnes                                            |
|          | Fabien Guillaud-Bataille | PCF           |        |                                                                              |
|          | Annie Lahmer             | EÉLV          |        |                                                                              |
|          | Jonathan Kienzlen        | PS            |        |                                                                              |
|          | Colette Gergen           | PCF           |        |                                                                              |
|          | Philippe Bouriachi       | EAC (ex-EELV) |        | Conseiller municipal d'Orly                                                  |
|          | Hélène de Comarmond      | PS            |        | Maire de Cachan                                                              |
|          | Laurent Saint-Martin     | LREM          |        | Rapporteur général du budget de l'Assemblée nationale Député du Val-de-Marne |
|          | Emmanuelle Wargon        | TdP           |        | Ministre déléguée chargée du Logement                                        |
|          | Gaëtan Dussausaye        | RN            |        |                                                                              |

### 2015-2021
Le Val-de-Marne compte 22 conseillers régionaux sur les 209 élus qui composent l'assemblée du conseil régional d'Ile-de-France issus des élections des 6 et 13 décembre 2015.

#### Liste de gauche (8 élus)
- Dominique Barjou (PS)
- Julien Dray (PS)
- Vanessa Ghiati (FDG)
- Fabien Guillaud-Bataille (FDG)
- Jonathan Kienzlen (PS)
- Annie Lahmer (EELV)
- Jean-Marc Nicolle (RCDE)
- Sophie Taillé-Polian (PS), conseillère municipale de Villejuif. Démissionnaire en octobre 2017 à la suite de son élection comme sénatrice du Val-de-Marne, elle est remplacée par Régis Charbonnier (PS), maire de Boissy-Saint-Léger[2]

#### Liste de droite (12 élus)
- Yasmine Camara (LR)
- Marie-Carole Ciuntu (LR)
- Nathalie Delepaule (UDI)
- Marie-Christine Dirringer (Centre)
- Olivier Dosne (LR)
- Didier Dousset (Centre)
- Didier Gonzales (LR)
- Vincent Jeanbrun (LR)
- Laurent Jeanne (LR)
- Franck Le Bohellec (LR)
- Catherine Primevert (LR)
- Christel Royer (LR)

#### Liste Front national (2 élus)
- Dominique Bourse-Provence
- Gorette de Freitas

### 2010-2015
Le Val-de-Marne compte 24 conseillers régionaux sur les 209 élus qui composent l'assemblée du conseil régional d'Ile-de-France issus des élections des 14 et 21 mars 2010.

#### Liste PS-PCF-Verts-MRC (17 élus)
- Mme Cécile Duflot (Europe Écologie) Secrétaire générale des Verts, adjointe au maire de Villeneuve Saint-Georges
- M. Denis Weisser (PS et App)
- Mme Michèle Sabban (PS et App)
- M. Jean-Luc Laurent (MRC), maire du Kremlin-Bicêtre
- Mme Laurence Cohen (Front de gauche)
- M. Jacques Perreux (Europe Écologie)
- Mme Nadia Brahimi-Moussaoui (PS et App)
- M. François Labroille (Front de gauche)
- Mme Laurence Abeille (Europe Écologie), Adjointe au maire de Fontenay-sous-Bois
- M. Jérôme Impellizzieri (PS et App)
- Mme Christine Revault d'Allonnes-Bonnefoy (PS et App)
- M. Pierre Serne (Europe Écologie), conseiller municipal de Vincennes
- Mme Sylvie Altman (Front de gauche)
- M. Daniel Guérin (MRC), conseiller général de Villeneuve-le-Roi et d'Ablon-sur-Seine
- Mme Caroline Mécary (Europe Écologie)
- M. Gilles-Maurice Bellaïche (PS et App)
- Mme Petronilla Comlan-Gomez (PS et App)

#### Liste UMP-NC (7 élus)
- M. Laurent Lafon (NC puis UDI-FED), maire de Vincennes
- Mme Marie-Carole Ciuntu (UMP), maire de Sucy-en-Brie
- M. Jean-Pierre Spilbauer (UMP), maire de Bry sur Marne
- Mme Dominique Jossic (UMP)
- Mme Leïla Diri (NC puis UDI-FED)
- M. Jean-Paul Faure-Soulet (UMP)
- Mme Stéphanie Chupin (UMP)

### 2004-2010
Le Val-de-Marne compte 22 conseillers régionaux sur les 209 élus qui composent l'assemblée du conseil régional d'Île-de-France issus des élections des 21 et 28 mars 2004.

#### Liste PS-PC-Verts-MRC (15 élus)
- Michèle Sabban (PS)
- Alain Girard (PCF), adjoint au maire d'Orly
- Jean-Luc Laurent (MRC), maire du Kremlin-Bicêtre
- Nadia Brahimi (PS), adjointe au maire de Choisy-le-Roi
- Hervé Bourdin (Verts)
- Sylvie Altman (PCF), maire de Villeneuve-Saint-Georges
- Patrick Sève (PS), maire de L'Haÿ-les-Roses
- Christine Revault-d'Allonnes (PS)
- Jean-Marc Bourjac (PS), adjoint au maire de Vitry-sur-Seine
- Laurence Abeille (Verts), conseillère municipale de Fontenay-sous-Bois
- Philippe Camo (PCF)
- Laurence Cohen (PCF)
- Jean-Pierre Girault (Verts)
- Marie-France Bellois (PS), adjointe au maire de Créteil
- Charles Knopfer (PRG), conseiller municipal de Villeneuve-Saint-Georges

#### Liste UMP-UDF (6 élus)
- Mme Dominique Jossic (UMP), maire adjoint de Thiais
- Laurent Lafon (Nouveau Centre), maire de Vincennes
- Roland Patrzynski (UMP), conseiller municipal de Limeil-Brévannes
- Séverine de Compreignac (UDF)
- Jacques Aubry (UMP)
- Danièle Hesse (UMP)

#### Liste FN (1 élu)
- M. Dominique Joly, conseiller municipal de Villeneuve-Saint-Georges